# Kilcoole
Kilcoole (Cill Chomghaill en irlandais) est une ville du comté de Wicklow en Irlande.
La ville de Kilcoole compte 4 049 habitants.